# Чеболтасово
Чеболта́сово (рос. Чеболтасово) — присілок у складі Туринського міського округу Свердловської області.
Населення — 69 осіб (2010, 71 у 2002).
Національний склад населення станом на 2002 рік: росіяни — 97 %.